# Kastanjemanden
Kastanjemanden er en dansk krimiserie fra 2021, som er skabt af Søren Sveistrup for Netflix og er baseret på Sveistrups krimiroman af samme navn. Serien er skrevet af Sveistrup, Dorte Warnøe Høgh, David Sandreuter og instrueret af Kasper Barfoed og Mikkel Serup. Den første sæson består af seks afsnit á ca. 55 minutters varighed. Serien følger de to efterforskere, Thulin og Hess, der forsøger at opklare en række brutale drab på kvinder, som også muligvis har forbindelse til en mindreårig piges forsvinden. Medvirkende i serien er Danica Durcic, Mikkel Boe Følsgaard, David Dencik, Esben Dalsgaard, Iben Dorner og Lars Ranthe.
Serien havde global premiere den 29. september 2021 på Netflix. Den 2. sæson af serien får premiere i 2026, med Sofie Gråbøl og Katinka Lærke Petersen på rollelisten.

## Medvirkende
- Danica Curcic - Naia Thulin (Efterforsker, Københavns Politi)
- Mikkel Boe Følsgaard - Mark Hess (Forbindelsesofficer, Europol)
- David Dencik - Simon Genz (Politimand, Chef for NKC)
- Iben Dorner - Rosa Hartung (Socialminister)
- Esben Dalsgaard - Steen Hartung (Rosa Hartungs mand)
- Lars Ranthe - Nylander (Drabschef, Københavns Politi)
- Liva Forsberg - Le Thulin (Naias datter)
- Louis Næss-Schmidt - Gustav Hartung (Rosa Hartungs søn)
- Celine Mortensen - Kristine Hartung (Rosa Hartungs datter)
- Anders Hove - Aksel (Naias papfar)
- Ali Kazim - Nehru (vicevært)
- Pernille René - Jessie Kvium
- Marie-Lydie Melono - Liv (Rosas assistent)
- Anders Nyborg - Abildgård (Efterforsker, Københavns Politi)
- Kristian Høgh Jeppesen - Engells (Embedsmand)
- Arian Kashef - Jacob Rasouli (Rosas chauffør)
- Christiane Gjellerup Koch - vicekommisær Dahl
- Olaf Højgaard - Tim Jansen (Efterforsker, Københavns Politi)
- Claudio Morales - Martin Ricks (Efterforsker, Københavns Politi)
- Fadime Turan - IT tekniker
- Morten Brovn - Frederik Vogel (Embedsmand)
- Elliott Crosset Hove - Linus Bekker
- Simone Lykke - Benedikte Skans (sygeplejerske)
- Signe Vaupel - statsministeren
- Jesper Ole Feit Andersen - Nylanders assistent
- Nicolai Dahl Hamilton - Hans Henrik Hauge
- Kasper Leisner - Sebastian
- Signe Egholm Olsen - Astrid Bering (Voksen)
- Peder Thomas Pedersen - Erik Sejer-Lassen
- Camilla Lau - Anne Sejer-Lassen
- Thomas Hwan - Nikolaj
- Katinka Evers Jahnsen - Mathilde
- Sofus Søndergaard Mikkelsen - Magnus Kjær
- Josefine Barnechow Sefrioui - Lina Sejer-Lassen
- Nora Barnechow Sefrioui - Sofia Sejer-Lassen
- Silje Enevig Holst - Astrid Bering (Barn)
- Sander Herstad Lauridsen - Toke Bering (Barn)
- Bjarne Henriksen - Brink (Politiinspektør, Møns Politi)
- Jens Jørn Spottag - Marius (Politibetjent)
- Uffe Rørbæk Madsen - retsmedicineren
- Ina-Miriam Rosenbaum- Hans Henriks advokat
- Rasmus Bruun - Henning Loeb
- Tammi Øst - Johanne
- Helene Egelund - Anne Sejer-Lassens mor
- Signe Skov - Rosa Hartungs plejemor
- Henrik Ulldal - Rosa Hartungs plejefar
- Morten Thunbo - Weiland
- Lars Torpp Thomsen - Kragh (Efterforsker, Københavns Politi)
- Kristine Lauritzen - mor på hospitalet
- Hans Henrik Clemensen - ældre mand i hus
- Julie Wieth - skolelærer
- Vilje Gabrielle Katring-Rasmussen - Olivia Kvium
- Marianne Søndergaard - Laura Kjær
- Silas Cornelius Van - Ørums søn
- Behruz Banissi - politibetjent
- Thea Glindorf - sygeplejerske
- Pia Hvilsted Sperling - Ørums kone
- Thomas Bang - PET Agent
- Jacobe Orry - kvinde ved lufthavnen
- Jan Tjerrild - Politimand (Møns Politi)
- Selma Musovski - Le's veninde
- Elisabeth von Rosen - sagsbehandler
- Peter Khouri - Peter Højgård (Overlæge)
- Johanne Feldt Weber - Ørums datter
- Frank Rubæk - Gert Bukke (Politiker)
- Emilia Damgaard Lundberg - Rosa Hartung (Ung)
- Frederik Bentzen - dreng ved hospitalet
- Helle Pilar Larsen - mor ved hospitalet